# Armando Pulido
Armando Pulido Izaguirre (ur. 25 marca 1989 w Ciudad Victoria) – meksykański piłkarz występujący najczęściej na pozycji napastnika lub pomocnika, obecnie zawodnik Tijuany.
Jest starszym bratem Alána Pulido, innego meksykańskiego piłkarza.

## Kariera klubowa

### Tigres UANL
Pulido jest wychowankiem klubu Tigres UANL z siedzibą w mieście Monterrey. Do seniorskiej drużyny został włączony jesienią 2007 przez trenera Américo Gallego, jednak w meksykańskiej Primera División zadebiutował dopiero 2 sierpnia 2009 w meczu z Guadalajarą (3:1). Wszedł wtedy na plac gry w 81 minucie, zmieniając Lucasa Lobosa. Podczas swojej gry w UANL Pulido jedenastokrotnie pojawiał się na ligowych boiskach, jednak tylko dwa razy udało mu się rozpocząć mecz w podstawowym składzie – nie potrafił wygrać rywalizacji o miejsce w wyjściowej jedenastce z bramkostrzelnymi napastnikami – Brazylijczykiem Itamarem i Argentyńczykiem Lobosem. W podstawowym składzie Pulido wyszedł jedynie 20 września 2009 w spotkaniu z Indios (0:0), kiedy to został zmieniony w 68 minucie przez Lucasa Lobosa oraz 21 marca 2010 w meczu z Cruz Azul (0:4) – wtedy został zmieniony już w 36 minucie przez Manuela Viniegrę.
Pulido został także królem strzelców SuperLigi 2009 z trzema golami na koncie. Trafił wtedy w spotkaniach przeciwko Chivas USA (2:1) i dwukrotnie z Chicago Fire (2:1), a jego zespół zdobył tytuł zwycięzcy turnieju.

### Tijuana
27 grudnia 2010 Pulido został zawodnikiem drugoligowego zespołu Club Tijuana. Pierwszą bramkę dla nowej drużyny zdobył 5 lutego 2011 w spotkaniu z Dorados de Sinaloa.

## Statystyki kariery

### Klubowe
| Klub    | Sezon     | Kraj   | Rozgrywki        | Liga  | Liga | Puchar kraju | Puchar kraju | Międzynarodowe | Międzynarodowe | Międzynarodowe | Razem | Razem |
| Klub    | Sezon     | Kraj   | Rozgrywki        | Mecze | Gole | Mecze        | Gole         | Rozgrywki      | Mecze          | Gole           | Mecze | Gole  |
| ------- | --------- | ------ | ---------------- | ----- | ---- | ------------ | ------------ | -------------- | -------------- | -------------- | ----- | ----- |
| UANL    | 2007–2008 | Meksyk | Primera División | 0     | 0    | ——           | ——           | ——             | ——             | ——             | 0     | 0     |
| UANL    | 2008–2009 | Meksyk | Primera División | 0     | 0    | ——           | ——           | SL             | 5              | 3              | 5     | 3     |
| UANL    | 2009–2010 | Meksyk | Primera División | 11    | 0    | 1            | 0            | ——             | ——             | ——             | 12    | 0     |
| UANL    | 2010–2011 | Meksyk | Primera División | 0     | 0    | ——           | ——           | ——             | ——             | ——             | 0     | 0     |
| Tijuana | 2010–2011 | Meksyk | Liga de Ascenso  | 4     | 2    | ——           | ——           | ——             | ——             | ——             | 4     | 2     |
| Łącznie | Meksyk    | Meksyk | Meksyk           | 15    | 2    | 1            | 0            | SL             | 5              | 3              | 21    | 5     |
| Łącznie | Ogółem    | Ogółem | Ogółem           | 15    | 2    | 1            | 0            | SL             | 5              | 3              | 21    | 5     |

## Osiągnięcia

### Tigres UANL
- Zwycięstwo
  - SuperLiga: 2009

### Indywidualne
- Król strzelców SuperLigi: 2009